# Bataille de Bergerac
Guerre de Cent Ans
Batailles
La bataille de Bergerac est un affrontement de la guerre de Cent Ans qui eut lieu en août 1345. Une armée anglo-gasconne commandée par Henri de Grosmont défait les forces françaises du sénéchal Henri de Montigny en dehors de la ville de Bergerac, conduisant à la chute de la ville. Suivie de la bataille d'Auberoche la même année, cette victoire anglaise marque un changement dans la suprématie militaire en Aquitaine. Il s'agit de la première d'une série de victoires d'Henri de Grosmont, ce qui lui fera gagner le surnom de « meilleur guerrier du monde. »

## La campagne militaire anglaise
Édouard III d'Angleterre est déterminé au printemps 1345 à attaquer la France sur trois fronts. Le comte de Northampton doit débarquer en Bretagne, le comte de Derby doit s'avancer en Gascogne et enfin Édouard III débarquera lui-même en Flandre. Le comte de Derby est nommé Lieutenant du roi en Gascogne le 13 mars 1345 et reçoit l'autorisation de lever une armée de 2 000 hommes en Angleterre, à laquelle s'ajouteront les soldats recrutés en Gascogne. Un concours de circonstances conduit Édouard III à renoncer à débarquer sur le continent, principalement à cause du meurtre de son allié Jacob van Artevelde. Pourtant, Derby embarque sans problème à Southampton en mai 1345. En raison du mauvais temps, sa flotte doit se réfugier pendant plusieurs semaines à Falmouth. Derby part enfin pour la Gascogne le 23 juillet. Il arrive à Bordeaux le 9 août.
Derby emmène depuis l'Angleterre 500 hommes d'armes et 1 500 archers anglais et gallois. Il y avait déjà en Gascogne un contingent anglais, commandé par Ralph de Stafford, sénéchal du duché, ainsi que des troupes plus importantes sous les ordres des seigneurs gascons. Avant le débarquement de Derby, la Gascogne est défendue par 1 000 hommes d'armes et 4 000 fantassins. Derby effectue sa jonction avec Stafford et prend le commandement de l'armée anglo-gasconne. Auparavant, Stafford avait mis en place une stratégie militaire marquée par des sièges de petites bourgades. Derby décide de changer de tactique. Après un conseil de guerre, il fut décidé de frapper à Bergerac, où était situé un pont au-dessus de la Dordogne. La prise de la ville, qui avait des liens maritimes avec Bordeaux, permettrait aux Anglo-Gascons d'avoir une base pour mieux attaquer les Français. L'attaque anglaise sur Bergerac forcerait également les Français de lever le siège du château de Montcuq situé à 3 km au sud-ouest de Bergerac et fragiliserait les voies de communication entre les troupes françaises situées de part et d'autre de la Dordogne.

## La bataille
L'armée de Derby avance très rapidement et surprend les forces françaises installées à Bergerac. Le lieu précis de la bataille reste encore inconnu. L'historien Clifford Rogers suggère la route entre Saint-Aubin-de-Lanquais et Saint-Nexans. Kenneth Fowler pense plutôt que la bataille eut lieu sur la route reliant Montcuq à Bergerac. Les Français, soit attirés hors de Bergerac ou soit en train de battre en retraite depuis le siège de Montcuq, sont interceptés sur la route par les Anglo-Gascons. Ils sont alors soumis à une pluie de flèches de la part des archers anglais et sont bousculés par une charge de la cavalerie gasconne. Mis en déroute, les Français tentent de se réfugier dans le quartier de Sainte-Madeleine à Bergerac. La bataille se poursuit sur le pont. Étant donné la rapidité des combats, il est impossible aux soldats français de se réfugier à temps derrière les portes de Bergerac, situées après le pont. Les Anglo-Gascons pénètrent alors de force dans la ville. De nombreux Français sont massacrés sur le pont. Les espoirs des Français sont anéantis lorsqu'un cheval blessé chute devant la porte de la ville, leur coupant la retraite. Les Anglais décident de s'attaquer à la ville. La garnison française parvient cependant à fermer les portes, empêchant les Anglais d'y pénétrer mais laissant leurs compagnons d'armes pris au piège. Les Français qui n'ont pu s'enfuir du pont sont soit capturés soit tués. Les Anglo-Gascons poursuivent l'attaque de la porte et l'incendient, ce qui l'endommage grandement. Ils échouent pourtant à s'emparer de la ville immédiatement, bien qu'ils contrôlent désormais le pont. Les Anglo-Gascons campent à Sainte-Madeleine et fêtent leur victoire avec la nourriture et le vin dont ils se sont saisis.

## Suites
Bien que la prise de la ville n'eut pas lieu immédiatement, son sort était scellé après la bataille. Ses défenses terrestres et fluviales étaient affaiblies. En quelques jours, la ville tomba après un nouvel assaut. La prise de Bergerac constitua une victoire majeure. Les prisonniers furent nombreux comme Henri de Montigny, dix autres nobles ainsi qu'un grand nombre de soldats du commun. Les gains accumulés par le comte de Derby à la suite du paiement des rançons exigées s'élevèrent à 34 000 £, soit le quadruple de son revenu annuel en Angleterre. Stratégiquement, l'armée anglo-gasconne avait sécurisé une base importante pour de futures opérations militaires. Du point de vue politique, Henri de Grosmont avait montré aux nobles gascons indécis dans le conflit franco-anglais que les Anglais avaient à nouveau l'avantage militaire.